# Alexander Kazbegi
Alexander Kazbegi (gruzínsky ალექსანდრე ყაზბეგი; 20. ledna 1848, Stepancminda – 22. prosince 1893, Tbilisi) byl gruzínský spisovatel, který se proslavil svým románem Otcovrah z roku 1883.
Narodil se ve velmi vlivné gruzínské rodině vojáků a feudálů, kteří měli na starost výběr mýtného na gruzínské vojenské hranici. Alexander Kazbegi studoval v Tbilisi, Petrohradu a Moskvě, ale po návratu domů se rozhodl, že se stane pastýřem, aby prožil prostý život stejně jako místní lidé. Nakonec se ale stal novinářem a posléze romanopiscem a dramatikem. V pozdějším životě trpěl psychickou poruchou.
Jeho nejslavnější dílo, román Otcovrah, je o kavkazském banditovi jménem Koba, který je stejně jako Robin Hood obráncem chudých. Koba pohrdá jakoukoli autoritou, má sklon k násilí a je posedlý touhou po pomstě. Josif Stalin se tímto románovým hrdinou inspiroval, když si zvolil svou první odbojovou přezdívku Koba.
Na jeho počest bylo v letech 1923–2006 pojmenováno rodné město Stepancminda Kazbegi.